# Annejet van der Zijl
Annajetske (Annejet) van der Zijl (Oterleek, 6 april 1962) is een Nederlands schrijfster en historica.

## Levensloop
Annejet van der Zijl werd geboren in Oterleek bij Alkmaar in een lerarengezin. Ze had een tweelingbroertje dat bij de bevalling overleed door een fout van de dokter. 
Na een verhuizing naar Friesland volgde zij het voortgezet onderwijs aan het Christelijk Gymnasium in Leeuwarden. In eerste instantie ging ze daarna kunstgeschiedenis studeren, maar ze studeerde af in massacommunicatie aan de Universiteit van Amsterdam. In 1998 volgde ze in Londen een masterstudie International Journalism. Na een aantal stages in Engeland, werkte ze een aantal jaren in Nederland in de journalistiek. Ze begon als stagiaire bij opinietijdschrift HP/De Tijd, waar ze uitgebreid schreef over het kroningsoproer op Koninginnedag 1980. Ze kreeg een vaste betrekking bij HP/De Tijd en specialiseerde zich er in misdaadverslaggeving. Ook ging ze verhalende reconstructies schrijven en portretten van bekende en onbekende mensen en van groepen die samen een bewogen periode meemaakten, zoals Nederlanders die in mei 1968 naar Parijs trokken.

## Levensverhalen
Haar eerste boek over de Blaricumse buitenplaats Jagtlust - in de jaren vijftig en zestig verzamelpunt van alles wat jong en artistiek was - was een logisch vervolg op het journalistieke werk. Met medewerking van tal van voormalige bewoners, zoals uitgever Theo Sontrop en Remco Campert legde ze de geschiedenis van dit huis vast in het boek Jagtlust (1998).
Eind 1999 nam Van der Zijl ontslag bij HP/De Tijd om te werken aan een biografie over Annie M.G. Schmidt, gestimuleerd door de zoon van de schrijfster Flip van Duyn en haar uitgever Ary Langbroek. Ze streefde naar een biografie naar Angelsaksisch voorbeeld: een zo compleet mogelijk levensverhaal dat ook spannend moest zijn. Geïnspireerd op deze biografie werd een zevendelige televisieserie gemaakt Annie M.G., die in 2010 werd uitgezonden.
Sonny Boy, over de "verdwenen levens" van Waldemar Nods en Rika van der Lans, verscheen in 2004. Sonny Boy werd in januari 2011 verfilmd door regisseur Maria Peters. Medio 2010 waren er van het boek een half miljoen exemplaren verkocht.
Op 4 maart 2010 promoveerde Van der Zijl aan de Universiteit van Amsterdam op een biografie over prins Bernhard van Lippe-Biesterfeld. Haar promotor was professor Hans Blom.
Na Bernhard. Een verborgen geschiedenis verscheen Moord in de Bloedstraat (2013), in 2014 gevolgd door Gerard Heineken - het tot dan toe onbekende levensverhaal van de oprichter van het bierbedrijf Heineken. 
In november 2015 verscheen Van der Zijls boek De Amerikaanse prinses, over Allene Tew. Deze reconstructie van het veelbewogen leven van Allene Tew, de Amerikaanse peettante van prinses Beatrix der Nederlanden, bezette wekenlang de eerste positie op de Nederlandse bestsellerlijsten. Er werden meer dan 250.000 exemplaren van verkocht. In 2018 verscheen de Engelse vertaling. An American Princess. The Many Lives of Allene Tew, werd een Wall Street Journal-bestseller en door Man Booker Prize winnaar Hilary Mantel in The Guardian uitgeroepen als een van de beste boeken van het jaar 2019. De filmrechten werden gekocht aan Joop van de Ende, als basis voor een Nederlands-Britse televisieserie.
De periode waarin Van der Zijl journalist en misdaadverslaggeefster was, vormde de inspiratie voor De val van Annika S., haar eerste fictieboek, dat ze in 2018 samen met Jo Simons publiceerde en waarvan de filmrechten werden verkocht. Het stond zeven weken in De Bestseller 60. Het tweede deel, getiteld Rijke mensen zijn anders, verscheen in 2023. 
Voor de Boekenweek van 2020 schreef Van der Zijl het Boekenweekgeschenk Leon & Juliette over Juliette MacCormick de Magnan en Leon Herckenrath. Het internationale succes van De Amerikaanse prinses gaf Van der Zijl de moed om zich te wagen aan de reconstructie van deze negentiende-eeuwse liefdesgeschiedenis. Dit verhaal werd de opmaat van de trans-Atlantische familiekroniek Fortuna's kinderen, die in het najaar 2021 in Nederland verscheen. Vanaf 15 februari 2021 stond het boek vierendertig weken in de Bestseller 60 lijst.
In het kader van de campagne Heel Nederland Leest werden in 2023 in de Nederlandse bibliotheken 250.000 exemplaren van het boek Sonny Boy gratis weggegeven aan de bibliotheekleden.

## Bestseller 60
| Boeken met noteringen in de Nederlandse Bestseller 60 | Jaar van verschijnen | Datum van binnenkomst | Hoogste positie | Aantal weken | Opmerkingen     |
| ----------------------------------------------------- | -------------------- | --------------------- | --------------- | ------------ | --------------- |
| Anna                                                  | 2002                 | 12-05-2004            | 34              | 3            |                 |
| Sonny Boy                                             | 2004                 | 01-12-2004            | 2               | 137          |                 |
| Sonny Boy                                             | 2005                 | 09-11-2005            | 42              | 7            | Gebonden editie |
| Bernhard. Een verborgen geschiedenis.                 | 2010                 | 17-03-2010            | 2               | 13           |                 |
| Gerard Heineken                                       | 2014                 | 12-02-2014            | 5               | 10           |                 |
| De Amerikaanse prinses                                | 2015                 | 25-11-2015            | 1(7wk)          | 73           |                 |
| De Dageraad                                           | 2017                 | 12-04-2017            | 50              | 1            |                 |
| Fortuna's kinderen                                    | 2021                 | 06-10-2021            | 1(1wk)          | 34           |                 |
| Jagtlust                                              | 2023                 | 22-03-2023            | 51              | 1            |                 |
| Het sneeuwklokjesbos                                  | 2024                 | 20-03-2024            | 28              | 3            |                 |

## Ander werk
- Ter gelegenheid van Nationale Dodenherdenking verzorgde Van der Zijl in 2017 de 4 mei-voordracht.[8][9]

## Prijzen
- 2003: Zeeuwse Boekenprijs - Anna[10]
- 2006: Littéraire Witte Prijs
- 2010: M.J. Brusseprijs - Bernhard[11]
- 2012: Gouden Ganzenveer
- 2016: Amsterdamprijs voor de Kunst[12]